# Senarclens
Senarclens − miejscowość i gmina (commune) w zachodniej Szwajcarii, w kantonie Vaud, w okręgu (district) Morges.   

## Demografia
W Senarclens mieszka 495 osób. W 2021 roku 18% populacji gminy stanowiły osoby urodzone poza Szwajcarią.

## Transport
Przez teren gminy przebiega droga główna nr 124.